# First Circle
First Circle från 1984 är ett musikalbum av Pat Metheny Group. På albumet spelar Pat Metheny tillsammans med Lyle Mays på piano och keyboards, Steve Rodby på bas, trumslagaren Paul Wertico och sångaren och slagverkaren Pedro Aznar. Albumet fick 1985 en Grammy Award för "Best Jazz Fusion Performance".

## Låtlista
Låtarna är skrivna av Pat Metheny & Lyle Mays om inget annat anges.
1. Forward March (Pat Metheny) – 2:49
2. Yolanda, You Learn – 4:46
3. The First Circle – 9:11
4. If I Could (Pat Metheny) – 6:55
5. Tell It All – 7:57
6. End of the Game – 7:58
7. Más Allá (Beyond) (Pat Metheny/Pedro Aznar) – 5:39
8. Praise – 4:18

## Medverkande
- Pat Metheny – gitarrer
- Lyle Mays – piano, synthesizer, orgel, trumpet
- Steve Rodby – elbas, kontrabas, bastrumma
- Pedro Aznar – klockspel, sång, akustisk gitarr, slagverk, 12-strängad gitarr
- Paul Wertico – trummor